# Syster

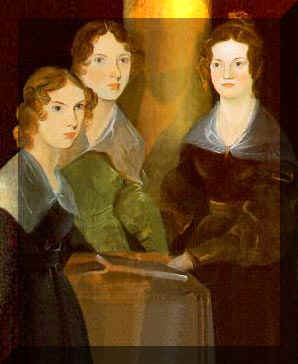
Systrarna Brontë

En syster är en kvinnlig medlem i en syskonskara. En lillasyster är en yngre syster, medan en storasyster är en äldre syster. Syster kan också vara ett familjärt tilltalsord kvinnor emellan.
En tvillingsyster är ett kvinnligt syskon som fötts samtidigt som personen. En halvsyster har en gemensam förälder med den person den är syster till. En styvsyster, plastsyster eller bonussyster är barn till en av föräldrarnas partner. En adoptivsyster är föräldrarnas adoptivbarn, och en fostersyster är föräldrarnas fosterbarn.
Ordet syster kan även syfta på en sjuksköterska eller, i första hand historiskt, en nunna.

## Några kända systrar
- Anne, Charlotte och Emily Brontë.
- Ashley och Mary-Kate Olsen (tvillingar)
- Jenny och Susanna Kallur (tvillingar)
- Serena och Venus Williams
- Kronprinsessan Victoria och Prinsessan Madeleine
- Johanna och Klara Söderberg (First Aid Kit)